# Первомайск (Николаевская область)
Первома́йск (укр. Первома́йськ) — город в Николаевской области Украины, административный центр Первомайского района и Первомайской городской общины. Создан путём объединения трёх населённых пунктов: города Ольвиополя, местечка Богополя и местечка (станции) Голты.

## География
Город находится в северо-западной части Николаевской области, в 180 км от Николаева, при слиянии рек Южного Буга и Синюхи, на границе степной и лесостепной зоны.
Рельеф города — холмистая равнина, изрезанная долинами и оврагами на отдельные водораздельные плато. Местность имеет слабый уклон в юго-восточном направлении. Средняя высота над уровнем моря около 100 м.
Геологическим фундаментом местности является Украинский кристаллический щит, сформированный в архейскую эпоху из вулканических пород, выходящих на поверхность земли в некоторых местах в виде скал и порогов, создающих неповторимые уголки природы. Близость материнского щита обуславливает наличие большого количества таких природных ископаемых, как гранит, глина, кварцит, гнейсы.
Климат региона умеренно континентальный. По количеству осадков его можно отнести к тёплому умеренно сухому климату.
Регион по сравнению с другими регионами Николаевской области богат водными ресурсами. По его территории протекает одна из наиболее крупных рек Украины Южный Буг. Левый приток Южного Буга — Синюха, левый приток Синюхи — Чёрный Ташлык и правый приток Южного Буга — Кодыма.
Внутренние воды региона используются для производства электроэнергии.
На восточной окраине города в долине Южного Буга находится Гранитно-Степное Побужье (региональный ландшафтный парк).

## История

### 1744—1917
Когда правительство Российской империи впервые обратило внимание на оборонное значение Прибужских степей, в 1743 году состоялось повеление Сенату: «в тех заднепровских местах, от неприятельских внезапных набегов, устроить крепости в пристойных местах, по тамошнему обычаю». Полковник Капнист был для этого командирован от Миргородского полка, которому были подведомственны эти степи, вместе с инженером де-Боксетом.
В 1744 году на Буге, при впадении рек Синюхи и Кодымы, по которым проходила граница владений польских, российских и татарских был устроен шестибастионный Орловский шанец.
Положение Орлика определило его торговое и таможенное значение, так что в 1763 году, в проекте о преобразовании Новой Сербии, говорится уже об Орлике как о местечке. Здесь же велись переговоры запорожцев с Польшею и поляков с татарами, по торговым и государственным делам, особенно для получения провожатых в Крым, к Очаковскому, Хаджибейскому и Аккерманскому портам.
В 1764 году Орловский шанец вошёл в состав Елисаветградского пикинёрного полка, здесь были учреждены пограничное комиссарство, таможенное управление и жителям его велено записаться, с целью развития торговли, в цеха. В следующем году в нём учрежден был карантин, для приезжающих из Турции.
В 1770 году поселение Орловский Шанец получило название Екатерининский Шанец.
В 1773 году Екатерининский Шанец получил статус города с крепостью для защиты переправы через Южный Буг. Одновременно, с формированием Молдавского гусарского полка, входит в его состав.
По указу 14 февраля 1775 года, город Екатерининский Шанец стал центром Екатерининского уезда, но, в связи с недостатком помещений, присутственных мест в нём не открывали.
В 1782 году Екатерининский Шанец был переименован в Ольвиополь (в память о древнегреческой колонии Ольвии).
По представлению графа Потёмкина, 22 января 1784 года образован Ольвиопольский уезд в Екатеринославском наместничестве. По имени этого города был сформирован в 1788 году Ольвиопольский гусарский полк. С учреждением Вознесенской губернии, в 1795 году Ольвиополь получает статус заштатного города и входит в состав Новомиргородского уезда.
После окончания русско-турецкой войны 1787—1791 гг. по Ясскому договору в состав Российской империи вошли земли по правому берегу Буга (в том числе село Голта).
В ходе второго раздела Речи Посполитой в 1793 году в состав Российской империи вошло поселение Богополь (построенное в 1750 году по распоряжению графа Потоцкого как укреплённая карантинная застава), с 1794 года ставшее центром одноимённого уезда.
В 1797 году Ольвиополь вновь получил статус уездного города Новороссийской губернии, который сохранял до 1 января 1835 года, когда уездные учреждения были переведены в Ананьев.
До начала второй половины XIX века Ольвиополь в экономическом и торговом отношении играл более значительную роль по сравнению с Голтой и Богополем. Именно здесь впервые появились мельницы, маслобойни, развивалось гончарство, кузнечное ремесло. Все мельницы ставились на речках и лишь одна — ветряная — стояла на южной окраине города. Два раза в год сюда с близлежащих селений приезжали на ярмарку.
В процессе развития капиталистических отношений после реформы 1861 года в населённых пунктах, впоследствии составивших Первомайск, возникают промышленные предприятия. Быстрому развитию экономики города и всего края способствовало появление здесь железной дороги, которая значительно оживила Прибужье. В 1865 году была построена дорога Одесса — Балта, в 1867 году — Балта — Ольвиополь и далее до Елисаветграда. Первая железнодорожная станция была построена на левом берегу Южного Буга в Ольвиополе, но затем в 1869 году переведена на правый берег — в Голту и получила название «Голта» (в 1973 году переименована на «Первомайск-на-Буге»). В 1899 году частные предприниматели построили узкоколейку Рудница — Подгородная, соединив её с ширококолейной железной дорогой Бирзула — Помошная, а в 1907 году узкоколейную линию продлили до Ольвиополя.
В 1872 году предприниматель Август Ган построил в Ольвиополе мощную мельницу, производственные корпуса которой амфитеатром спускались к мысу на речке Южный Буг. Плотина с мыса перекинута к верхней части каменистого удлиненного Синевицкого острова. Мельница имела большую мощность. Зерно доставляли преимущественно гужевым транспортом. Поскольку закупленное зерно не успевали перерабатывать, Ган в 1886 году построил на противоположном Голтянском берегу новую мельницу, где перерабатывали зерно, выращенное на правом берегу Южного Буга.
Несколько выше мельницы Гана, на левом берегу Южного Буга, в 1874 году был построен кожевенный завод с паровым двигателем. В своё время это было большое предприятие, вырабатывающее подметочную кожу и кожу для мельничных ремней.
В 1896 году в Ольвиополе открывается табачная фабрика, принадлежавшая Фишеру и Белому. В 1897 году были открыты мыловаренная фабрика, а также небольшое предприятие газированных и фруктовых вод. Самая большая типография принадлежала Вурфахту и Варшавскому. В начале XX столетия открывается дизельная электростанция.
По данным переписи 1897 года в Ольвиополе жили 6 884 человек, из них 5 022 (72,95 %) указали украинский (в переписи — «малорусский») язык родным, идиш («еврейский») — 1 480 (21,50 %), русский («великорусский») — 271 (3,94 %), другие языки — 111 (1,61 %).
Во всех частях города действовали водяные мельницы, маслобойни, гончарни, винокурни, типографии, фотоателье, которые работали по цеховому принципу.
Во второй половине XIX века в Голте и Ольвиополе появились школы, начальные училища и гимназии.
С конца XIX века Ольвиополь, Богополь и Голта составляли один торгово-промышленный центр, однако существовали как отдельные поселения и административно были разъединены: Ольвиополь относился к Елизаветградскому уезду Херсонской губернии, Голта — к Ананьевскому уезду Херсонской губернии, Богополь — к Балтскому уезду Подольской губернии.

### 1917—1991
В 1919 году Ревкомы и профсоюзы высказали предложение об объединении трёх населённых пунктов в один город. Против этого объединения не возражали ни в одном из трёх поселений, но не было согласия относительно названия города. Представители Ольвиополя хотели, чтобы новый город имел историческое название древнейшего поселения — Орлик. Голтянцы настаивали на сохранении их названия. Богопольцы предложили своё — Алексеевск, но ни одно из предложений не получило большинства. И поскольку не было единства, решили созвать объединённый митинг трудящихся. Митинг состоялся 1 мая 1919 года на площади перед больницей Ольвиополя. Открыл его председатель ревкома Иван Рухлин. Затем выступил Трифон Гуляницкий — командир 1-го коммунистического партизанского отряда. Он предложил утвердить решение ревкома об объединении четырёх частей в один город и назвать его в честь международного дня солидарности трудящихся — Первомайск. Из-за возникшего вскоре Григорьевского восстания фактическое объединение населённых пунктов состоялось в следующем 1920 году.
В 1923 году Первомайск становится центром Первомайского округа Одесской губернии.
В 1922—1924 годах открылись индустриально-техническая, экономическая, торговая профессиональные школы и школа пищевиков. В 1924—1925 учебном году действовали 4 семилетних, 3 начальных школы, 7 школ ликбеза.
В апреле 1925 года делегаты VI окружного съезда Советов заложили на берегу Южного Буга Первомайскую ГЭС мощностью 1200 кВт. В своё время это была самая мощная на Украине и первая на Южном Буге.
К концу 1925 года здесь действовали кирпичный, кожевенный, мыло- и пивоваренный заводы. Работала дизельная электростанция, обслуживавшая 450 абонентов.
В 1926 году начала функционировать фельдшерско-акушерская школа, был введён в действие цементно-бетонный завод, который поставлял материалы для промышленного и сельского строительства, вблизи Первомайска открыт каменный карьер, машиностроительный завод им. 25-го Октября освоил выпуск двигателей внутреннего сгорания.
По данным переписи 1926 года, украинцы составляли 55,9 % населения Первомайска, евреи — 31,2 %, русские — 10,5 %. Украинский язык родным назвали 52,7 % населения, еврейский — 28,1 %, русский — 17,4 %.
В 1927 году был открыт Первомайский краеведческий музей. В нём было собрано свыше 20 тыс. археологических находок и других исторических материалов. Сюда поступали почти все находки Бугской археологической экспедиции, которая в 1931—1932 гг. изучала берега реки Южный Буг.
С июня 1930 года город стал центром района. С 27 февраля 1932 года Первомайск и Первомайский район вошли в состав Одесской области.
В 1938 году Первомайск стал городом областного подчинения. В 1939 году в нём проживало 33 тыс. человек.
Нападение Германии прервало мирную жизнь граждан. В Первомайске с 9 июля 1941 года работал штаб Южного фронта, передислоцировавшийся из Винницы. Несмотря на упорное сопротивление советских войск, 3 августа 1941 года немецкие войска и войска их союзников оккупировали город.
Левобережная часть Первомайска (Ольвиополь и Богополь) вошли в Николаевский генеральный округ Рейхскомиссариата Украина, правобережная часть города (Голта), а также правобережная часть Первомайского района, Любашевский, Кривоозерский, Врадиевский и Доманевский районы, румынским оккупационным режимом были объединены в Голтянский уезд губернаторства Транснистрия.
В городе действовала целая сеть подпольных организаций. Всего в годы оккупации в Первомайске действовало шесть подпольных групп, которые поддерживали тесную связь не только между собой, но и с партизанскими отрядами «Південний» и «Буревестник», располагавшимися в окрестных лесах. Подпольщики печатали и распространяли листовки, захватывали оружие из немецких эшелонов, выводили из строя технику и паровозы, помогали бежать из плена советским солдатам, собирали и переправляли партизанам продовольствие, оружие, медикаменты.
22 марта 1944 года освобождён от немецко-фашистских оккупантов советскими войсками 2-го Украинского фронта в ходе Уманско-Ботошанской операции:
- 5-й гвардейской армии в составе: 13-й гв. сд (генерал-майор Бакланов, Глеб Владимирович) 32-й гвардейский стрелковый корпус (генерал-майор Родимцев, Александр Ильич); 16-й мехбригады (полковник Хотимский, Михаил Васильевич) 7-го мехкорпуса (генерал-майор т/в Катков, Фёдор Григорьевич).

Войскам, участвовавшим в освобождении Первомайска, приказом Верховного Главнокомандующего И. В. Сталина от 22 марта 1944 года объявлена благодарность и в столице СССР г. Москве дан салют 12-ю артиллерийскими залпами из 124 орудий.
Приказом Верховного Главнокомандующего 01.04.1944 года № 075 в ознаменование одержанной победы соединения, отличившиеся в боях за освобождение города Первомайска, получили наименование «Первомайских»:
- 8-я гвардейская воздушно-десантная дивизия (генерал-майор Богданов, Михаил Андреевич)
- 29-я зенитная артиллерийская дивизия (полковник Вялов, Михаил Аполлонович)[10].

В феврале 1954 года Первомайск и Первомайский район вошли в состав Николаевской области.
В 1955 году здесь действовали ГЭС, машиностроительный завод имени 25 октября, мясокомбинат, птицекомбинат, молочно-консервный завод, пивоваренный завод, камнедробильный завод, швейная фабрика, авторемонтные мастерские, несколько предприятий по обслуживанию железнодорожного транспорта, педагогическое училище, 9 средних школ, три семилетние школы, две начальные школы, Дом культуры, Дворец пионеров и библиотеки.
В 1961 году в городе была введена в эксплуатацию мебельная фабрика. В конце 1960-х построены хлебозавод и овощеконсервный завод.
В 1975 году здесь действовали машиностроительный завод, завод «Фрегат», сахарный завод, пивоваренный завод, молочноконсервный комбинат, мясокомбинат, птицекомбинат, мебельная фабрика, фабрика пластмассовых изделий, швейная фабрика, завод строительных материалов, общетехнический факультет Одесского технологического института холодильной промышленности, медицинское училище и краеведческий музей.
В 1989 году Первомайск был крупным промышленным центром, численность населения составляла 81,7 тыс. человек, основой экономики являлись машиностроение, лёгкая, пищевая (молочная, овощная, сахарная и мясная) и перерабатывающая промышленность.

### После 1991
В мае 1995 года Кабинет министров Украины утвердил решение о приватизации находившихся в городе завода «Фрегат», авторемонтного завода, гранитного карьера, АТП-14806, АТП-14864, АТП-14866, завода строительных материалов, мебельной фабрики и райсельхозтехники, в июле 1995 года было утверждено решение о приватизации САТП-1410 и ПМК № 226.
7 октября 2024 года в Верховной Раде Украины зарегистрировали проект о переименовании города Первомайск и Первомайского района Николаевской области на город Богославск (укр. місто Богославськ) и Богославский район (укр. Богославський район), соответственно.

## Население
| 1897*             | 1920   | 1926   | 1939   | 1959   | 1970   | 1974   | 1979   | 1981   | 1989                | 1991   | 2001                | 2005   | 2010   |
| ----------------- | ------ | ------ | ------ | ------ | ------ | ------ | ------ | ------ | ------------------- | ------ | ------------------- | ------ | ------ |
| от 6800 до 20 694 | 53 700 | 32 000 | 33 000 | 44 000 | 59 000 | 69 000 | 72 416 | 74 000 | от 76 000 до 81 652 | 83 800 | от 70 000 до 70 170 | 68 178 | 67 182 |

Общая численность населения Ольвиополя, Богополя и Голты, впоследствии объединённых в Первомайск.
По данным переписи 1926 года, украинцы составляли 55,9 % населения Первомайска, евреи — 31,2 %, русские — 10,5 %.
По данным переписи 2001 года, украинцы составляли 85,88 % населения Первомайска, русские — 10,90 %.

### Языковой состав
Родной язык населения Ольвиополя по данным переписи 1897 года:
| Язык                       | Численность, чел. | Доля     |
| -------------------------- | ----------------- | -------- |
| Украинский («малорусский») | 5 022             | 72,95 %  |
| Идиш («еврейский»)         | 1 480             | 21,50 %  |
| Русский («великорусский»)  | 271               | 3,94 %   |
| Другие языки               | 111               | 1,61 %   |
| Итого                      | 6 884             | 100,00 % |

По данным переписи 1926 года, украинский язык родным назвали 52,7 % населения Первомайска, еврейский — 28,1 %, русский — 17,4 %.
Родной язык населения по данным переписи 2001 года:
| Язык       | Численность, чел. | Доля     |
| ---------- | ----------------- | -------- |
| Украинский | 58 547            | 82,76 %  |
| Русский    | 11 173            | 15,79 %  |
| Другие     | 1 026             | 1,45 %   |
| Итого      | 70 746            | 100,00 % |

Украинский язык является единственным официальным и основным языком города.
По данным Государственной службы статистики Украины в 2023/24 учебном году все 105 654 учащихся в учреждениях общего среднего образования в Николаевской области обучались в украиноязычных классах.

## Образование и культура
- Первомайский филиал Кировоградского института регионального управления и экономики
- Первомайский политехнический институт национального университета кораблестроения им. адмирала Макарова
- Первомайское медицинское училище
- Первая городская гимназия (бывшая средняя школа № 11)
- Первомайский институт Одесского национального университета им. И. И. Мечникова
- Первомайский филиал медицинского колледжа «Монада»

В городе действуют несколько домов культуры, дворец культуры завода «Фрегат».
Для разностороннего развития детей в городе функционируют несколько музыкальных школ, художественная школа, детские юношеские спортивные школы.
В городе (в районе жилмассива Коротченко — в гарнизоне 46-й ракетной дивизии) размещён центральный офис филиала Центрального музея Вооруженных Сил Украины — Музей Ракетных войск стратегического назначения (филиал дислоцируется вблизи пгт Побугское). Музей «Подпольно-партизанского движения на Николаевщине в годы Великой Отечественной войны 1941—1944 гг.» — филиал областного краеведческого музея.

## Культовые сооружения
- Покровская церковь (1805).
- Свято-Варваровская церковь.
- Свято-Михайловская церковь.
- Свято-Николаевская церковь.

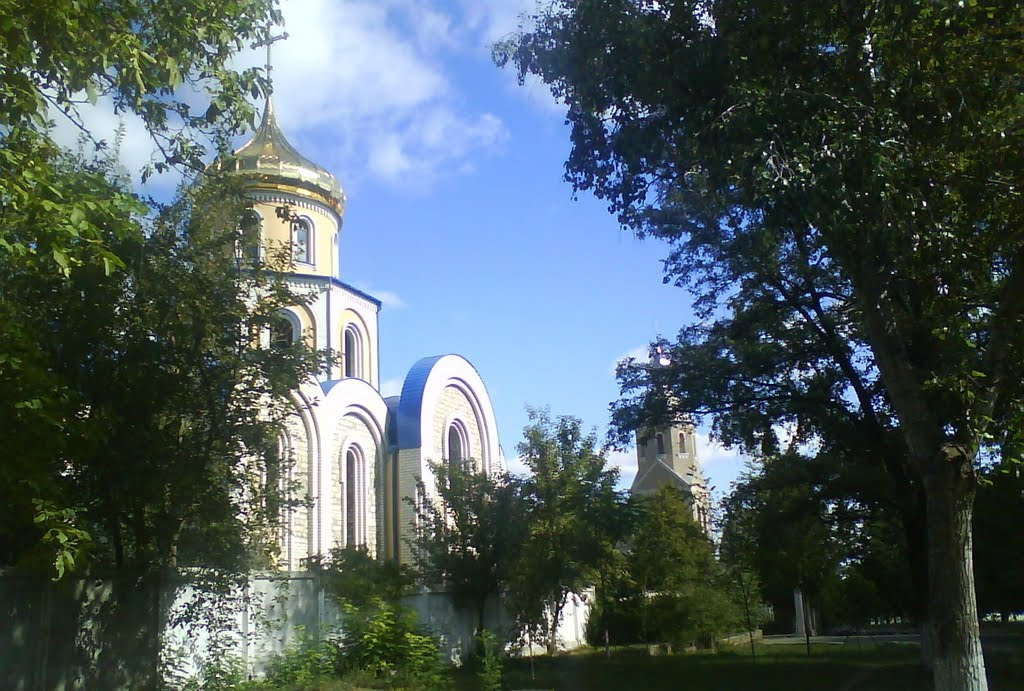
Свято-Николаевская церковь
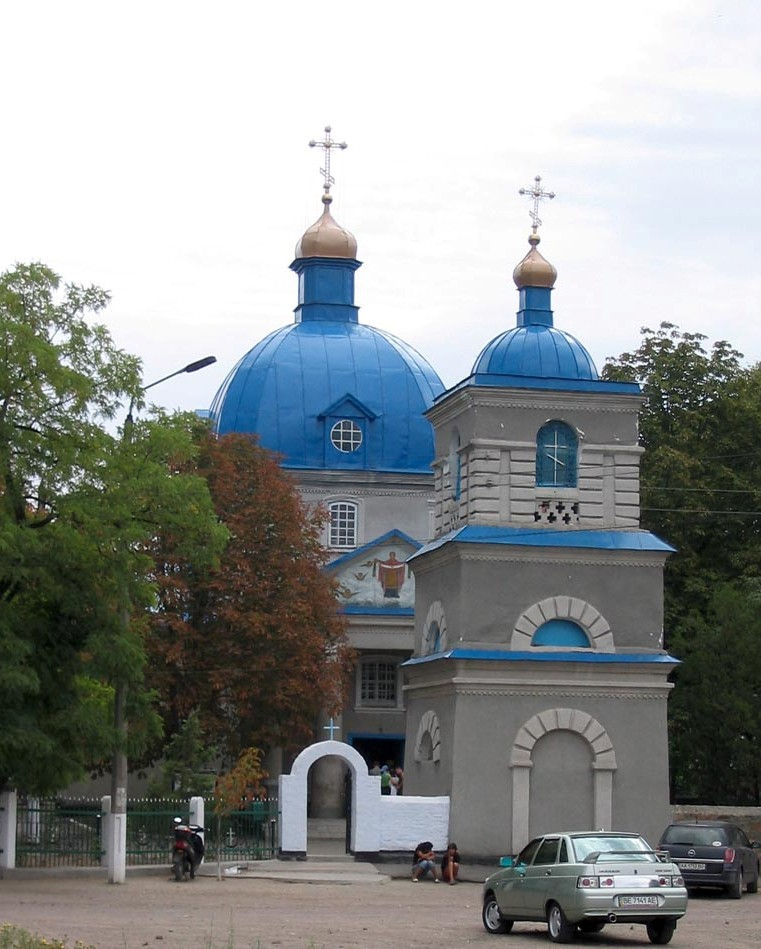
Покровская церковь
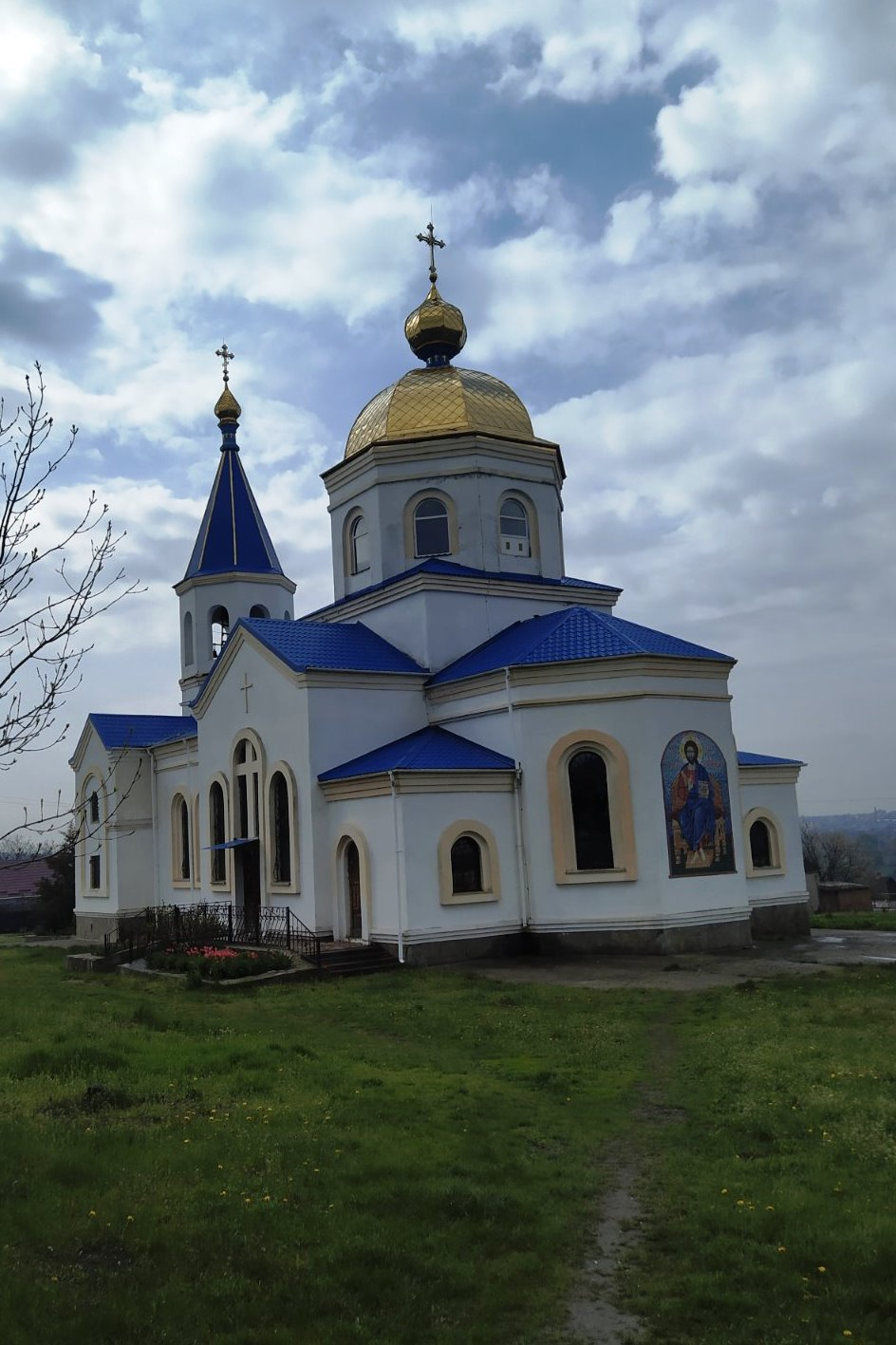
Свято-Михайловский храм
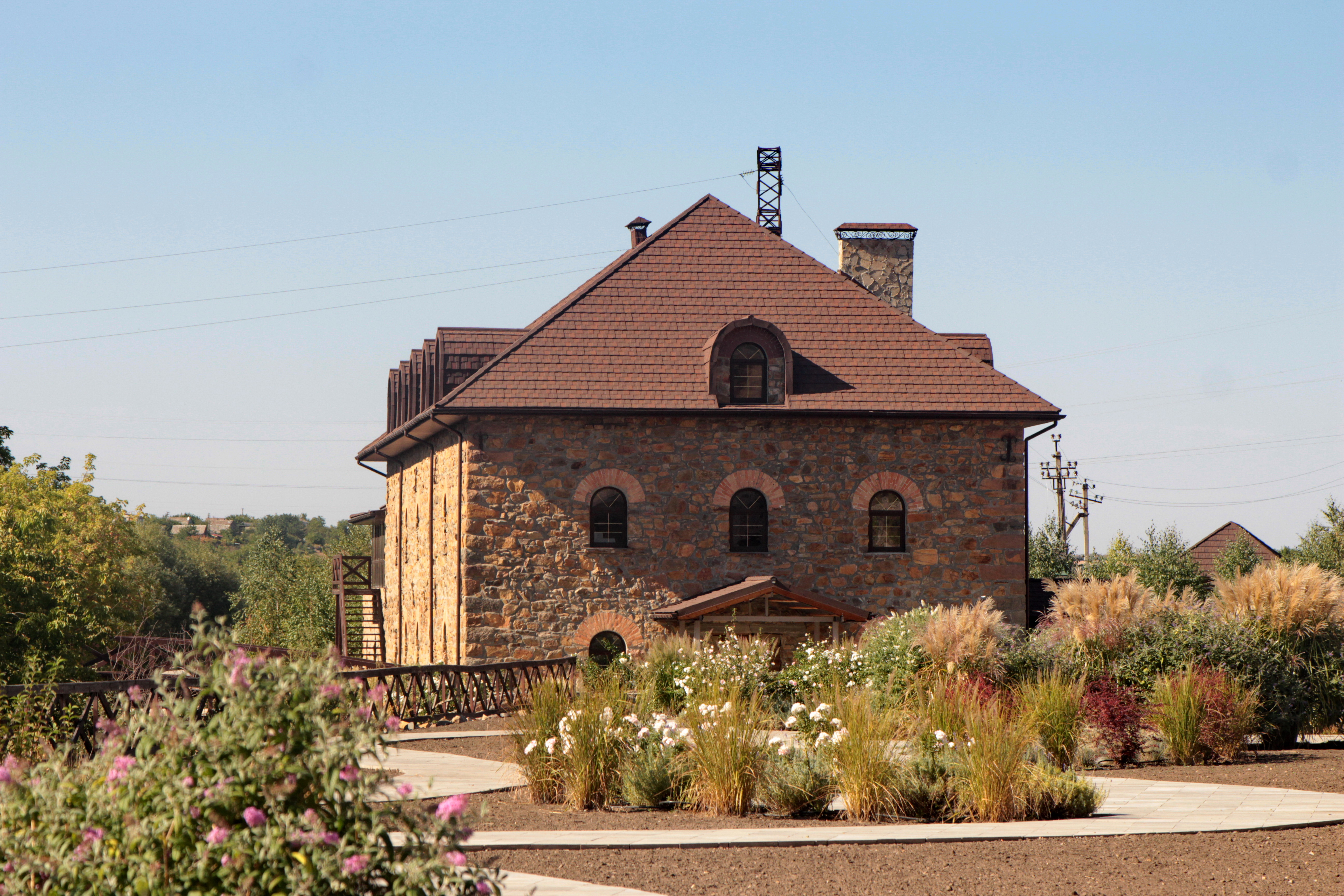
Старая мельница

## Экономика
Основными отраслями промышленности являются машиностроение и пищевая промышленность.
- ОАО Первомайский завод «Фрегат»
- Первомайский машиностроительный завод «Первомайскдизельмаш»
- ЗАО «Первомайский молочноконсервный комбинат»

## Транспорт
Железнодорожная станция Первомайск-на-Буге на линии Балта — Гайворон.

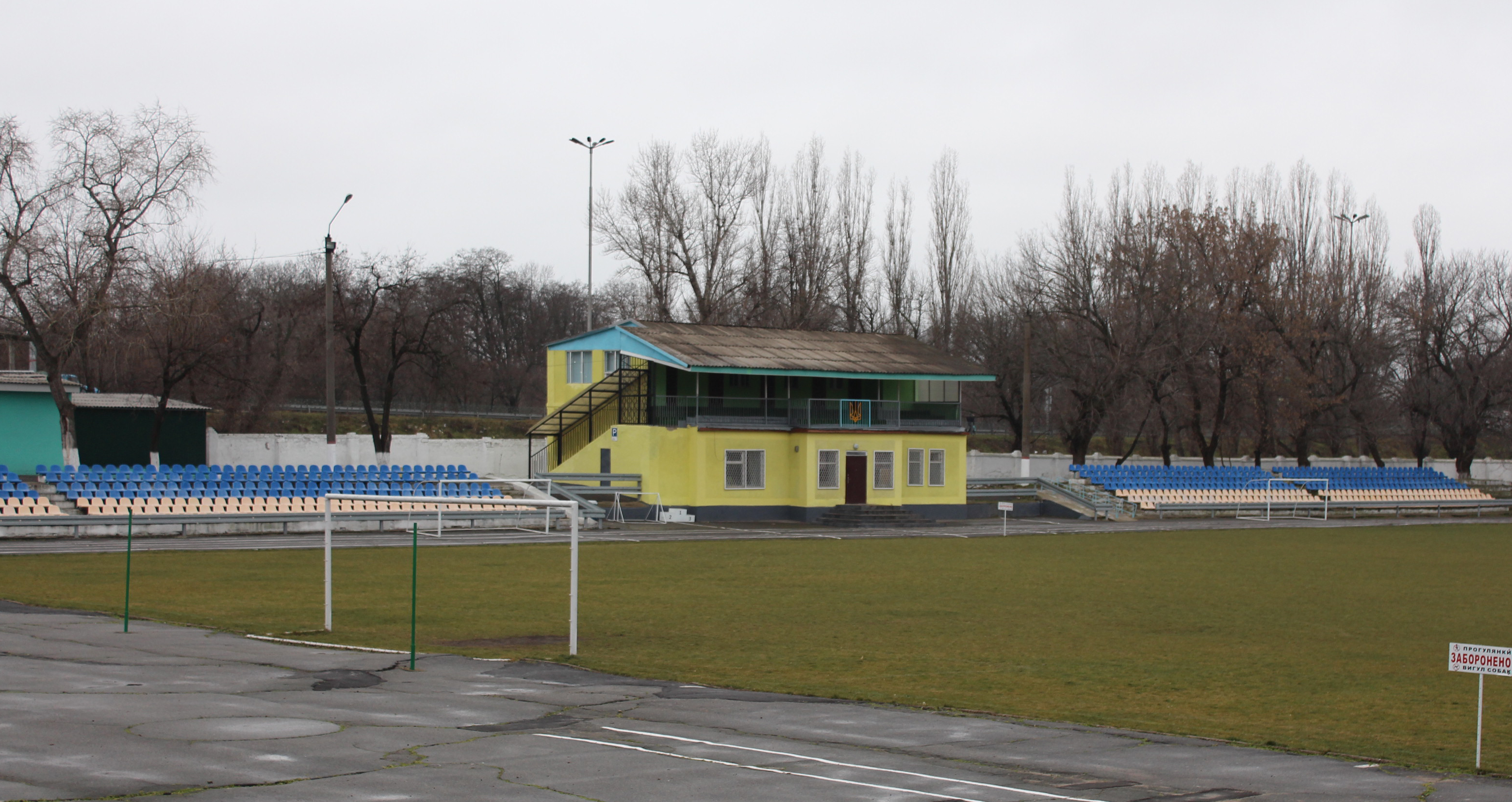
Городской стадион

## Спорт
В Чемпионате Николаевской области среди любителей выступает муниципальный футбольный клуб «Первомайск». Активную поддержку клуба осуществляет 13-й Сектор (ФК «Орлик» Supporters).

## Воинские части
В ноябре 1923 года на базе частей 15-й и 51-й стрелковых дивизий 6-го стрелкового корпуса была сформирована территориальная 95-я стрелковая дивизия РККА, управление которой было размещено в Первомайске (29 апреля 1927 года дивизии было присвоено наименование «Первомайская», в 1934 году она была передислоцирована в Молдавскую АССР с управлением в пгт. Бирзула).
Весной 1940 года из Киевского Особого военного округа передана в Одесский военный округ 4-я легкотанковая бригада с управлением в г. Первомайске. В июне 1940 года бригада вошла в состав 9-й армии Южного фронта. С 28 июня в составе 35-го стрелкового корпуса она участвовала в операции по присоединению Бессарабии к СССР. Бригада назад не возвратилась, а 10 июля 1940 г. бригада переформирована в 11-ю танковую дивизию 2-го механизированного корпуса Одесского ВО в г. Тирасполь.
1 мая 1941 года 3-й воздушно-десантный корпус дислоцировался в следующих населённых пунктах:
- в г. Первомайск: управление корпуса, 5-я воздушно-десантная бригада и 6-я воздушно-десантная бригада, 4-й отдельный танковый батальон, подразделения обеспечения,
- в г. Вознесенск: 212-я воздушно-десантная бригада.